# Persone di nome Sidney
| Questa pagina contiene informazioni ricavate automaticamente dalle voci biografiche con l'ausilio del template Bio e di un bot. L'aggiornamento è periodico e automatico e ricostruisce completamente la pagina. Se manca una persona in questa lista, sei pregato di non aggiungerla, ma accertati piuttosto che la sua voce biografica contenga il template Bio e che i dati anagrafici siano correttamente compilati. Se il template Bio manca, inseriscilo tu stesso o, in alternativa, metti l'avviso {{tmp\|Bio}} che ne segnala la mancanza. Se i dati riportati sono sbagliati, correggi direttamente la voce biografica; le modifiche saranno visibili in questa lista entro pochi giorni. Per chiarimenti vedi il progetto antroponimi. La lista contiene solo le 137 persone che sono citate nell'enciclopedia e per le quali è stato implementato correttamente il template Bio. Pagina aggiornata al 16 ott 2024. |

Questa è una lista di persone presenti nell'enciclopedia che hanno il prenome Sidney, suddivise per attività principale.

## Allenatori di calcio(2)
- Sid Castle, allenatore di calcio e calciatore inglese (Basingstoke, n. 1892 - Basingstoke, † 1978)
- Sidney Moraes, allenatore di calcio brasiliano (Ituiutaba, n. 1977)

## Allenatori di football americano(1)
- Sid Gillman, allenatore di football americano statunitense (Minneapolis, n. 1911 - Carlsbad, † 2003)

## Antropologi(1)
- Sidney Herbert Ray, antropologo e linguista britannico (Hoxton Old Town, n. 1858 - † 1939)

## Astronauti(1)
- Sidney Gutierrez, ex astronauta statunitense (Albuquerque, n. 1951)

## Astronomi(2)
- Sidney van den Bergh, astronomo canadese (Wassenaar, n. 1929)
- Sidney Dean Townley, astronomo e geodeta statunitense (Waukesha, n. 1867 - Stanford, † 1946)

## Attori(11)
- Sidney Ainsworth, attore britannico (Manchester, n. 1872 - Madison, † 1922)
- Sidney Blackmer, attore statunitense (Salisbury, n. 1895 - New York, † 1973)
- Sidney Bracey, attore australiano (Melbourne, n. 1877 - Hollywood, † 1942)
- Sidney Clute, attore statunitense (Brooklyn, n. 1916 - Los Angeles, † 1985)
- Sidney Drew, attore, regista e sceneggiatore statunitense (New York, n. 1863 - New York, † 1919)
- Sidney Kibrick, attore statunitense (Minneapolis, n. 1928)
- Sidney S. Liufau, attore e stuntman statunitense (Kahuku, n. 1963)
- Sidney Mason, attore statunitense (Paterson, n. 1886 - New York, † 1923)
- Sidney Poitier, attore e regista cinematografico statunitense (Miami, n. 1927 - Los Angeles, † 2022)
- Sidney Smith, attore e regista statunitense (Faribault, n. 1893 - Los Angeles, † 1928)
- Sidney Toler, attore, baritono e drammaturgo statunitense (Warrensburg, n. 1874 - Beverly Hills, † 1947)

## Attrici(2)
- Sidney Flanigan, attrice statunitense (Buffalo, n. 1998)
- Sidney Fox, attrice statunitense (New York, n. 1907 - Hollywood, † 1942)

## Attrici teatrali(1)
- Sidney Frances Bateman, attrice teatrale, commediografa e direttrice teatrale statunitense (New Jersey, n. 1823 - Londra, † 1881)

## Autori di videogiochi(1)
- Sid Meier, autore di videogiochi canadese (Sarnia, n. 1954)

## Aviatori(2)
- Sidney Cottle, aviatore sudafricano (Plymouth, n. 1892 - India, † 1967)
- Sidney Webster, aviatore e militare britannico (Walsall, n. 1900 - † 1984)

## Avvocate(1)
- Sidney Powell, avvocato statunitense (Durham, n. 1955)

## Batteristi(1)
- Sid Catlett, batterista statunitense (Evansville, n. 1910 - Chicago, † 1951)

## Biochimici(1)
- Sidney W. Fox, biochimico statunitense (Los Angeles, n. 1912 - † 1998)

## Calciatori(9)
- Chinesinho, calciatore e allenatore di calcio brasiliano (Rio Grande, n. 1935 - Rio Grande, † 2011)
- Sidney Govou, ex calciatore francese (Le Puy-en-Velay, n. 1979)
- Sidney Obissa, calciatore gabonese (Libreville, n. 2000)
- Sidney de Freitas Pages, calciatore brasiliano (Itabaiana, n. 1994)
- Sidney Aparecido Ramos da Silva, calciatore brasiliano (San Paolo, n. 1982)
- Sidney Rivera, calciatore statunitense (Hampton, n. 1993)
- Sidney Sam, ex calciatore tedesco (Kiel, n. 1988)
- Sidney Sanders, calciatore inglese (Nunhead, n. 1890 - Lewisham, † 1967)
- Sidney Cristiano dos Santos, ex calciatore brasiliano (Rio de Janeiro, n. 1981)

## Canottieri(1)
- Sidney Swann, canottiere britannico (Sulby, n. 1890 - Minehead, † 1976)

## Cantanti(1)
- Sidney Magal, cantante, attore e ballerino brasiliano (Rio de Janeiro, n. 1950)

## Cantautori(1)
- Matthew Sweet, cantautore e musicista statunitense (Lincoln, n. 1964)

## Cestiste(1)
- Sidney Spencer, ex cestista statunitense (Hoover, n. 1985)

## Cestisti(9)
- Sid Catlett, cestista statunitense (Washington, n. 1948 - Atlanta, † 2017)
- Sidney Green, ex cestista e allenatore di pallacanestro statunitense (New York, n. 1961)
- Sonny Hertzberg, cestista statunitense (Brooklyn, n. 1922 - Woodmere, † 2005)
- Sid Levine, cestista statunitense (Pittsburgh, n. 1918 - Pittsburgh, † 1999)
- Sidney Lowe, ex cestista e allenatore di pallacanestro statunitense (Washington, n. 1960)
- Sidney Moncrief, ex cestista e allenatore di pallacanestro statunitense (Little Rock, n. 1957)
- Cy Strulovitch, cestista canadese (Côte-Saint-Luc, n. 1925 - † 2020)
- Sid Tanenbaum, cestista statunitense (New York, n. 1925 - New York, † 1986)
- Sidney Wicks, ex cestista e allenatore di pallacanestro statunitense (Los Angeles, n. 1949)

## Chimici(1)
- Sidney Altman, chimico statunitense (Montréal, n. 1939 - Rockleigh, † 2022)

## Compositori(1)
- Sid Ramin, compositore statunitense (Boston, n. 1919 - Manhattan, † 2019)

## Critiche d'arte(1)
- Sidney Littlefield Kasfir, critica d'arte statunitense (Nairobi, † 2019)

## Diplomatici(1)
- Sidney Barton, diplomatico inglese (Exeter, n. 1876 - † 1946)

## Disc jockey(2)
- Sidney Samson, disc jockey olandese (Amsterdam, n. 1981)
- Sid Wilson, disc jockey e rapper statunitense (Des Moines, n. 1977)

## Disegnatori(1)
- Sidney Hunt, disegnatore, pittore e poeta inglese (n. 1896 - † 1940)

## Drammaturghi(1)
- Sidney Kingsley, drammaturgo statunitense (New York, n. 1906 - Oakland, † 1995)

## Esperantisti(1)
- Sidney Spence Culbert, esperantista statunitense (Miles City, n. 1913 - † 2003)

## Filosofi(1)
- Sidney Hook, filosofo statunitense (Brooklyn, n. 1902 - Stanford, † 1989)

## Fisici(2)
- Sidney Coleman, fisico statunitense (Chicago, n. 1937 - Cambridge, † 2007)
- Sidney David Drell, fisico statunitense (Atlantic City, n. 1926 - Palo Alto, † 2016)

## Generali(1)
- Sidney Kirkman, generale inglese (Bedford, n. 1895 - Londra, † 1982)

## Ginnasti(1)
- Sidney Cross, ginnasta britannico (Londra, n. 1891 - Chichester, † 1964)

## Giocatori di football americano(5)
- Sidney Johnson, ex giocatore di football americano statunitense (Los Angeles, n. 1965)
- Sidney Jones, giocatore di football americano statunitense (Diamond Bar, n. 1996)
- Sid Luckman, giocatore di football americano statunitense (Brooklyn, n. 1916 - Miami Beach, † 1998)
- Sidney Rice, ex giocatore di football americano statunitense (Gaffney, n. 1986)
- Sidney Walker, giocatore di football americano statunitense

## Giocatori di poker(1)
- Sid Wyman, giocatore di poker statunitense (St. Louis, n. 1910 - † 1978)

## Giornalisti(1)
- Sidney Skolsky, giornalista, sceneggiatore e produttore cinematografico statunitense (New York, n. 1905 - Los Angeles, † 1983)

## Hockeisti su ghiaccio(2)
- Sid Abel, hockeista su ghiaccio e allenatore di hockey su ghiaccio canadese (Melville, n. 1918 - Farmington Hills, † 2000)
- Sidney Crosby, hockeista su ghiaccio canadese (Cole Harbour, n. 1987)

## Illustratori(1)
- Sidney Paget, illustratore britannico (Londra, n. 1860 - Margate, † 1908)

## Ingegneri(1)
- Sidney Darlington, ingegnere statunitense (Pittsburgh, n. 1906 - Exeter, † 1997)

## Inventori(1)
- Sidney Gilchrist Thomas, inventore britannico (Londra, n. 1850 - Parigi, † 1885)

## Maratoneti(1)
- Sidney Hatch, maratoneta e mezzofondista statunitense (Forest River, n. 1883 - Maywood, † 1966)

## Militari(2)
- Sidney Phillips, militare, medico e scrittore statunitense (Mobile, n. 1924 - Mobile, † 2015)
- Sidney Souers, militare e politico statunitense (Dayton, n. 1892 - Saint Louis, † 1973)

## Navigatori(1)
- Sid Daniels, marinaio inglese (Portsmouth, n. 1893 - Portsmouth, † 1983)

## Nobili(4)
- Sidney Godolphin, I conte di Godolphin, nobile e politico britannico (Breage, n. 1645 - Hertfordshire, † 1712)
- Sidney Greville, nobile inglese (n. 1866 - † 1927)
- Sidney Herbert, XIV conte di Pembroke, nobile e politico britannico (Londra, n. 1853 - Roma, † 1913)
- Sidney Herbert, I barone di Lea, nobile inglese (n. 1810 - † 1861)

## Nuotatrici(1)
- Sidney Carroll, nuotatrice artistica canadese (n. 2002)

## Ornitologi(1)
- Sidney Dillon Ripley, ornitologo statunitense (New York, n. 1913 - Washington, † 2001)

## Ostacolisti(1)
- Sid Atkinson, ostacolista, velocista e lunghista sudafricano (Durban, n. 1901 - Durban, † 1977)

## Patologi(1)
- Sidney Farber, patologo statunitense (Buffalo, n. 1903 - Boston, † 1973)

## Pittori(1)
- Sidney Nolan, pittore australiano (Melbourne, n. 1917 - Londra, † 1992)

## Poeti(2)
- Sidney Godolphin, poeta e politico britannico (Breage, n. 1610 - Okehampton, † 1643)
- Sidney Lanier, poeta e musicista statunitense (Macon, n. 1842 - Lynn, † 1881)

## Politici(7)
- Sidney Johnston Catts, politico statunitense (Pleasant Hill, n. 1863 - DeFuniak Springs, † 1936)
- Sidney Holland, politico neozelandese (Canterbury, n. 1893 - Wellington, † 1961)
- Sid McMath, politico e militare statunitense (Magnolia, n. 1912 - Little Rock, † 2003)
- Sidney Preston Osborn, politico statunitense (Phoenix, n. 1884 - Phoenix, † 1948)
- Sidney Sonnino, politico italiano (Pisa, n. 1847 - Roma, † 1922)
- Sidney James Webb, politico britannico (Londra, n. 1859 - Liphook, † 1947)
- Sidney Yates, politico statunitense (Chicago, n. 1909 - Washington, † 2000)

## Presbiteri(1)
- Sidney Rigdon, presbitero statunitense (St. Clair Township, n. 1793 - Friendship, † 1876)

## Produttori cinematografici(2)
- Sidney Olcott, produttore cinematografico, regista e attore canadese (Toronto, n. 1872 - Hollywood, † 1949)
- Sid Sheinberg, produttore cinematografico e avvocato statunitense (Corpus Christi, n. 1935 - Beverly Hills, † 2019)

## Progettisti(1)
- Sidney Brown, progettista, collezionista d'arte e imprenditore svizzero (Winterthur, n. 1865 - Baden, † 1941)

## Psicologi(1)
- Sidney Siegel, psicologo e statistico statunitense (New York, n. 1916 - † 1961)

## Pugili(2)
- Sid Evans, pugile britannico (Aldermaston, n. 1881 - Reading, † 1927)
- Beau Jack, pugile statunitense (Augusta, n. 1921 - † 2000)

## Rapper(3)
- Young Sid, rapper neozelandese (Auckland, n. 1986)
- Spyder-D, rapper e produttore discografico statunitense (Peoria, n. 1960)
- Desiigner, rapper e cantante statunitense (New York, n. 1997)

## Registi(11)
- Sidney Franklin, regista, produttore cinematografico e attore statunitense (San Francisco, n. 1893 - Santa Monica, † 1972)
- Sidney J. Furie, regista, sceneggiatore e produttore cinematografico canadese (Toronto, n. 1933)
- Sidney Gilliat, regista, sceneggiatore e produttore cinematografico britannico (Edgeley, n. 1908 - Devizes, † 1994)
- Sidney M. Goldin, regista, sceneggiatore e produttore cinematografico ucraino (Odessa, n. 1878 - New York, † 1937)
- Sidney Lanfield, regista, musicista e cabarettista statunitense (Chicago, n. 1898 - Marina del Rey, † 1993)
- Sidney Lumet, regista, produttore cinematografico e sceneggiatore statunitense (Filadelfia, n. 1924 - New York, † 2011)
- Sidney Meyers, regista, montatore e musicista statunitense (New York, n. 1906 - New York, † 1969)
- Sidney Morgan, regista e sceneggiatore britannico (n. 1874 - † 1946)
- Sidney Webber Northcote, regista britannico (Liverpool, n. 1884 - Londra, † 1952)
- Sidney W. Pink, regista e produttore cinematografico statunitense (Pittsburgh, n. 1916 - Pompano Beach, † 2002)
- Sidney Salkow, regista, sceneggiatore e drammaturgo statunitense (New York, n. 1909 - Valley Village, † 2000)

## Rugbisti a 15(2)
- John Dawes, rugbista a 15 e allenatore di rugby a 15 britannico (Abercarn, n. 1940 - † 2021)
- Sid Going, rugbista a 15 e allenatore di rugby a 15 neozelandese (Kawakawa, n. 1943 - Maromaku, † 2024)

## Sassofonisti(1)
- Sidney Bechet, sassofonista, clarinettista e compositore statunitense (New Orleans, n. 1897 - Garches, † 1959)

## Sceneggiatori(2)
- Sidney Buchman, sceneggiatore e produttore cinematografico statunitense (Duluth, n. 1902 - Cannes, † 1975)
- Sidney Smith, sceneggiatore e regista statunitense (n. 1877 - Chicago, † 1935)

## Scrittori(5)
- Sidney Buller-Fullerton-Elphinstone, XVI Lord Elphinstone, scrittore e linguista britannico (Bellshill, n. 1869 - Inverness, † 1955)
- Sidney Howard, scrittore, drammaturgo e sceneggiatore statunitense (Oakland, n. 1891 - Tyringham, † 1939)
- Sidney Lee, scrittore e biografo britannico (Bloomsbury, n. 1859 - Londra, † 1926)
- Sidney Sheldon, scrittore, sceneggiatore e regista statunitense (Chicago, n. 1917 - Los Angeles, † 2007)
- S. Fowler Wright, scrittore britannico (Suffolk, n. 1874 - † 1965)

## Siepisti(1)
- Sidney Robinson, siepista e mezzofondista britannico (Denton, n. 1876 - Long Sutton, † 1959)

## Tennisti(1)
- Sidney Wood, tennista statunitense (Bridgeport, n. 1911 - Palm Beach, † 2009)

## Teologi(1)
- Sidney Jellicoe, teologo e biblista britannico (n. 1906 - † 1973)

## Tiratori a segno(1)
- Sidney Merlin, tiratore a segno e botanico britannico (Pireo, n. 1856 - Atene, † 1951)

## Tiratori di fune(1)
- Sid Johnson, tiratore di fune statunitense (n. 1877)

## Velocisti(1)
- Mark Ujakpor, velocista e ostacolista spagnolo (Madrid, n. 1987)

## Violinisti(1)
- Sidney Harth, violinista e direttore d'orchestra statunitense (Cleveland, n. 1925 - Pittsburgh, † 2011)

## Wrestler(1)
- Sid Eudy, wrestler statunitense (West Memphis, n. 1960 - Marion, † 2024)

## Senza attività specificata(1)
- Sidney Leslie Goodwin,  inglese (Melksham, n. 1910 - Oceano Atlantico, † 1912)